# Missionnaire chrétien
Pour les articles homonymes, voir missionnaire.
 (juin 2025).
Motif : Cet article ne correspond pas aux iw, qui portent sur les missionnaires en général. Il faudrait donc l'élargie  D'autre part, mais c'est un peu la même chose, il est en doublon avec la page Mission (christianisme).

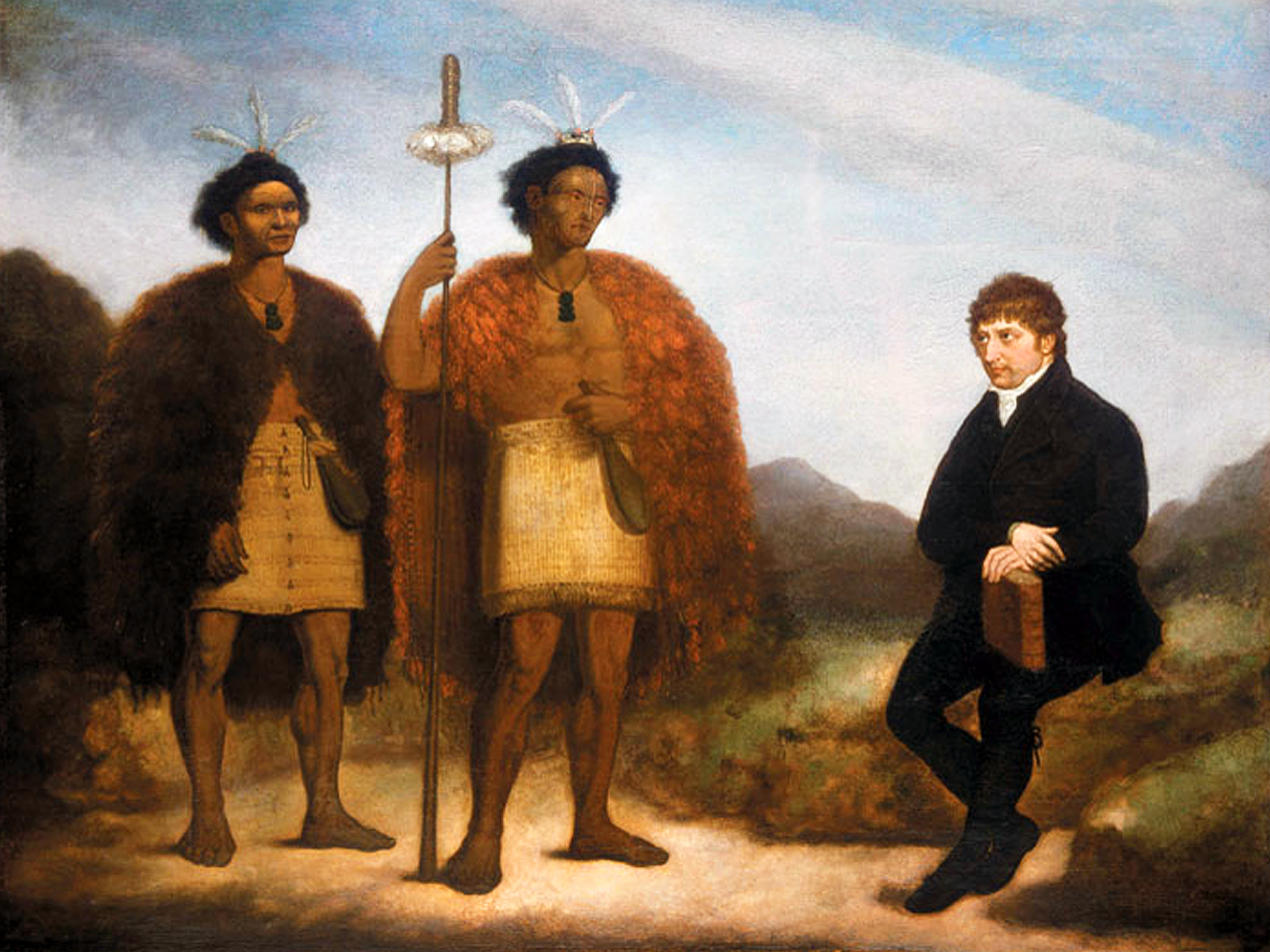
Le missionnaire anglican et marchand d'armes Thomas Kendall auprès du chef waikato Hongi Hika, peinture à l'huile de James Barry (1820), Bibliothèque nationale de Nouvelle-Zélande.

Un missionnaire chrétien est un chrétien qui fait de l’évangélisation dans le cadre d’une mission, généralement en dehors de son pays d'origine. C'est généralement un religieux (moine, prêtre, pasteur, etc.), enseignant ou humanitaire, envoyé dans un pays, dans le cadre d'une organisation missionnaire chrétienne, pour répandre la foi chrétienne et éventuellement obtenir la conversion au christianisme des populations de ce pays.

## Caractéristiques
Un missionnaire est un croyant qui présente, annonce et diffuse sa croyance religieuse à une population ou des gens qui ne la connaissent pas ou qui ont d'autres croyances,. Il a un appel à la mission et un mandat donné par une organisation missionnaire, un ordre religieux ou une Église, il se déplace géographiquement et ressent[Quoi ?]. Concrètement, les missionnaires partagent l’Évangile à l’échelle individuelle en donnant leur témoignage et à l’échelle publique par des réunions, souvent en plein air pour le christianisme évangélique. Le travail missionnaire peut inclure également du travail social ou humanitaire chrétien.

## Origine
L’origine du travail missionnaire chrétien peut être situé dans la mission donnée par Jésus-Christ à ses apôtres après la Résurrection dans l'Évangile de Matthieu : « Allez, faites de toutes les nations des disciples, les baptisant au nom du Père, du Fils et du Saint Esprit, et enseignez-leur à observer tout ce que je vous ai prescrit »,.
Si, dans le Nouveau Testament, le mot missionnaire n'apparaît pas, le terme grec « apôtre » et ses dérivés, très fréquents dans les Évangiles et autres écrits néo-testamentaires, a la même signification («envoyé») que le mot «missionnaire».
Dans le christianisme, le missionnaire ou l'évangélisateur est un don de Dieu pour l'Église qui est « peuple de Dieu » : « Et il [Dieu] a donné les uns comme apôtres, les autres comme prophètes, les autres comme évangélistes, les autres comme pasteurs et docteurs, pour le perfectionnement des saints, en vue de l'œuvre du ministère et de l'édification du Corps du Christ (l'Église) »,.

## Histoire
Du XVIe au XXe siècle, les missionnaires chrétiens ont souvent accompagné les explorateurs, la colonisation européenne, puis le début des indépendances. Un effet collatéral de cette activité missionnaire essentiellement européenne a été la collecte d'une importante base de connaissances linguistiques et ethnographiques.
En 2004, la Corée du Sud devient la deuxième source de missionnaires dans le monde, après les États-Unis et devant l’Angleterre,.

### Catholicisme

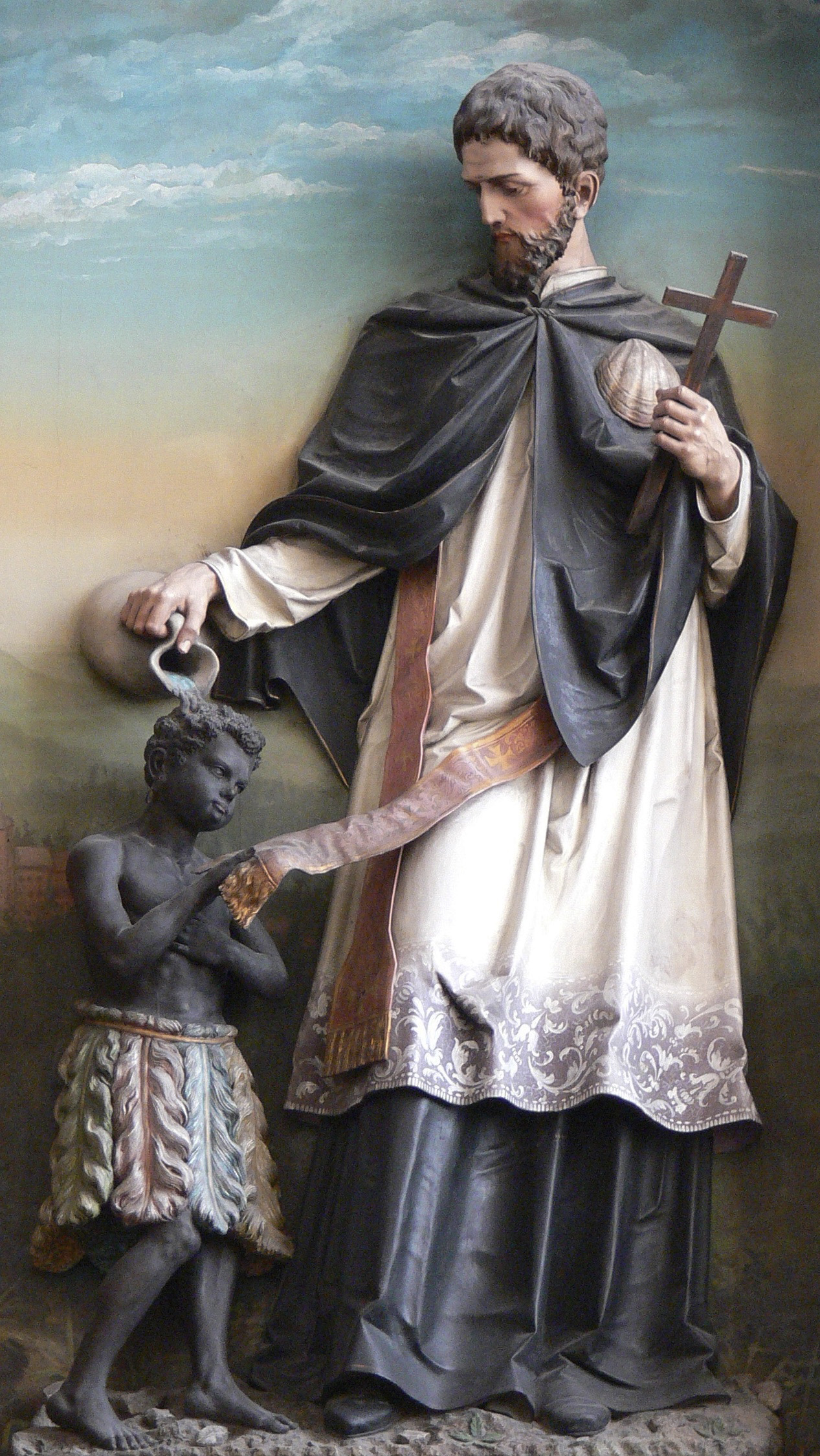
Saint François Xavier baptisant un enfant à Goa en Inde.

Dans le catholicisme, les missionnaires sont généralement des évêques, des prêtres, des frères religieux ou des sœurs religieuses.
Dans son décret Ad Gentes sur l’activité missionnaire de l'Église le concile Vatican II rappelle que tout chrétien est appelé par son baptême à être missionnaire, ne fût-ce que par le témoignage de sa vie personnelle inspirée par les valeurs de l’Évangile.
Lorsque les premières missions outre-mer furent entreprises, les missionnaires ont pu être bien accueillis, mais lorsque leurs liens avec le pouvoir colonial apparurent, comme ce fut le cas en Chine ou au Japon, les autorités les expulsèrent et les nouveaux chrétiens furent parfois persécutés.
Les Jésuites ont eu une grande activité missionnaire, dès le XVIe siècle, importante et innovatrice, en Amérique latine, en Inde, en Chine et Extrême-Orient et en Afrique. Des essais poussés d'inculturation ont quelquefois causé de vives querelles et controverses. La plus célèbre est la « Querelle des rites chinois » au XVIIe siècle.
Au XVIIe siècle, Saint-Vincent de Paul (1581-1660) crée en 1625 la Congrégation de la Mission, dont les missionnaires sont aussi appelés Lazaristes. Ils créeront de nombreuses missions, notamment en Afrique, en Asie, ainsi qu'un grand nombre de séminaires.
Au XIXe siècle, de nombreux instituts religieux masculins et féminins ainsi que des associations sont fondés avec vocation missionnaire explicite, en Afrique ou ailleurs. Ainsi l'Œuvre pontificale de la propagation de la foi créée par Pauline Jaricot en 1822 ; la fondation des Missionnaires d'Afrique (Pères blancs) en 1868 et celle des Sœurs missionnaires de Notre-Dame d'Afrique en 1869 par le cardinal Charles Lavigerie, ou les pères Spiritains. Des missions ont également lieu en pays protestants, comme celle du jésuite Joseph Deharbe en 1840-1842 à Köthen dans la principauté d'Anhalt en Allemagne.
Au XXe siècle, Thérèse de Lisieux (1873-1897) est proclamée patronne des missions de l'Église universelle en 1997.

### Protestantisme
Les Églises protestantes ont été établies dans le courant du XVIe siècle au milieu de nombreuses guerres et luttes contre les princes catholiques ou des protestants différents (voir Guerre des Paysans ), ce qui ne leur a pas permis de se tourner vers la mission à cette époque. C'est seulement au cours du XVIIIe siècle qu'on assiste à de premières et timides organisations de missionnaires, en particulier de la part des Frères moraves à partir de 1732 et de la part des calvinistes nord-américains auprès des Indiens mohicans du Massachusetts à Stockbridge en 1736.
En 1886, le Student Volunteer Movement for Foreign Missions (Mouvement volontaire étudiant pour les Missions étrangères) est créé pour promouvoir l'idée missionnaire et recruter des missionnaires parmi les étudiants américains, ce qu'il fait pendant près de 80 ans, recrutant des milliers de missionnaires protestants au sein des universités américaines.
Dans le christianisme évangélique, les églises mettent beaucoup d’importance à l’engagement de chaque fidèle dans l’évangélisation comme missionnaire, au niveau local et à l’étranger,.
En 1960, plus de la moitié des missionnaires américains protestants sont évangéliques. Les missions américaines et européennes pentecôtistes sont également nombreuses, mais le pentecôtisme va surtout se développer de façon autonome, par des résidents non-étrangers, dans diverses régions du monde, notamment en Afrique, en Amérique du Sud et en Asie.
En 2007, il y avait plus 10 000 missionnaires baptistes dans des missions outre-mer dans le monde.

## Critiques
En 1949, le gouvernement communiste de Mao Zedong a expulsé les missionnaires en raison de leur influence hégémonique étrangère dans le pays et a fondé en 1954 le mouvement patriotique des trois autonomies, une organisation protestante gouvernementale de la République populaire de Chine, afin d’assurer une compatibilité de la religion avec le communisme.
Dans les années 1950, des érudits arabes et indiens, ont critiqué les missionnaires chrétiens pour leur impérialisme culturel occidental et leur matérialisme.
Au XXe siècle, plusieurs sociologues ont dénoncé la place des missionnaires chrétiens dans la colonisation et l’assimilation culturelle des peuples autochtones. En 1974, lors du Premier congrès international sur l'évangélisation mondiale à Lausanne, les églises chrétiennes évangéliques ont confessé leur passé colonial et leur impérialisme et ont plaidé en faveur d’un mouvement de « contextualisation » qui consiste à être plus sensible aux dimensions culturelles locales.
En 2021, lors de la pandémie du Covid-19, des missionnaires évangéliques ont été critiqués au Brésil pour leur opposition au vaccin contre cette maladie dans des communautés indigènes.